# Devon Rex

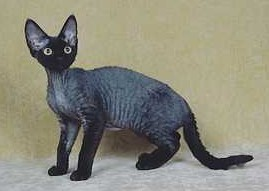
Zwarte Devon Rex kat

De Devon Rex is een kattenras dat zijn oorsprong vindt in het Engelse Devonshire. Dit ras heeft een bijzonder uiterlijk en een gekrulde vacht.

## Geschiedenis
Beryl Cox uit Devonshire las een krantenartikel over de Cornish Rex, de gekrulde katten uit Cornwall. Het toeval wilde dat bij haar ook een gekruld katertje was geboren die zij Kirlee genoemd had. Kirlee was in 1960 geboren uit een normaal behaarde boerderijpoes. Waarschijnlijk was zijn vader de kater met gekrulde vacht, die zij weleens bij de tinmijnen zag rondzwerven. Zij nam contact op met de fokkers van het Cornish Rex katertje, dat op de bij het artikel behorende foto stond. Deze waren zeer verheugd met dit bericht en overtuigden Beryl Cox om het katertje aan hen af te staan, zodat zij hem konden gebruiken in hun fokprogramma. Het werd echter een teleurstelling toen uit Kirlee met een aantal hybride en gekrulde Cornish Rex poezen alleen gladharige kittens geboren werden. De rexkatten uit Cornwall en Kirlee bleken uit verschillende mutaties te zijn ontstaan. Er werden toen twee verschillende fokprogramma's opgesteld, de Cornish rex, toen nog gewoon Rex genaamd, heette toen Rex gene 1, de Devon Rex, werd Rex gene 2 genoemd. Vanwege het geringe aantal katten dat voor de fok beschikbaar was, zijn afstammelingen van Kirlee met de Cornish Rex poezen zowel voor de fok van de Cornish rex als voor de fok van de Devon rex gebruikt. Álle Devon Rexen hebben daardoor ook Kallibunker (de stamvader van de Cornish rexen) in hun afstamming. En de meeste Cornish rexen hebben ook Kirlee als voorvader. Daarna is voor de opbouw van het ras uitgekruist met Britse korthaar katten, Burmezen, Perzen en Siamezen. Met deze uitkruisingen werd tevens een breed scala aan kleuren en vachtpatronen toegevoegd aan het ras.

### Nederland

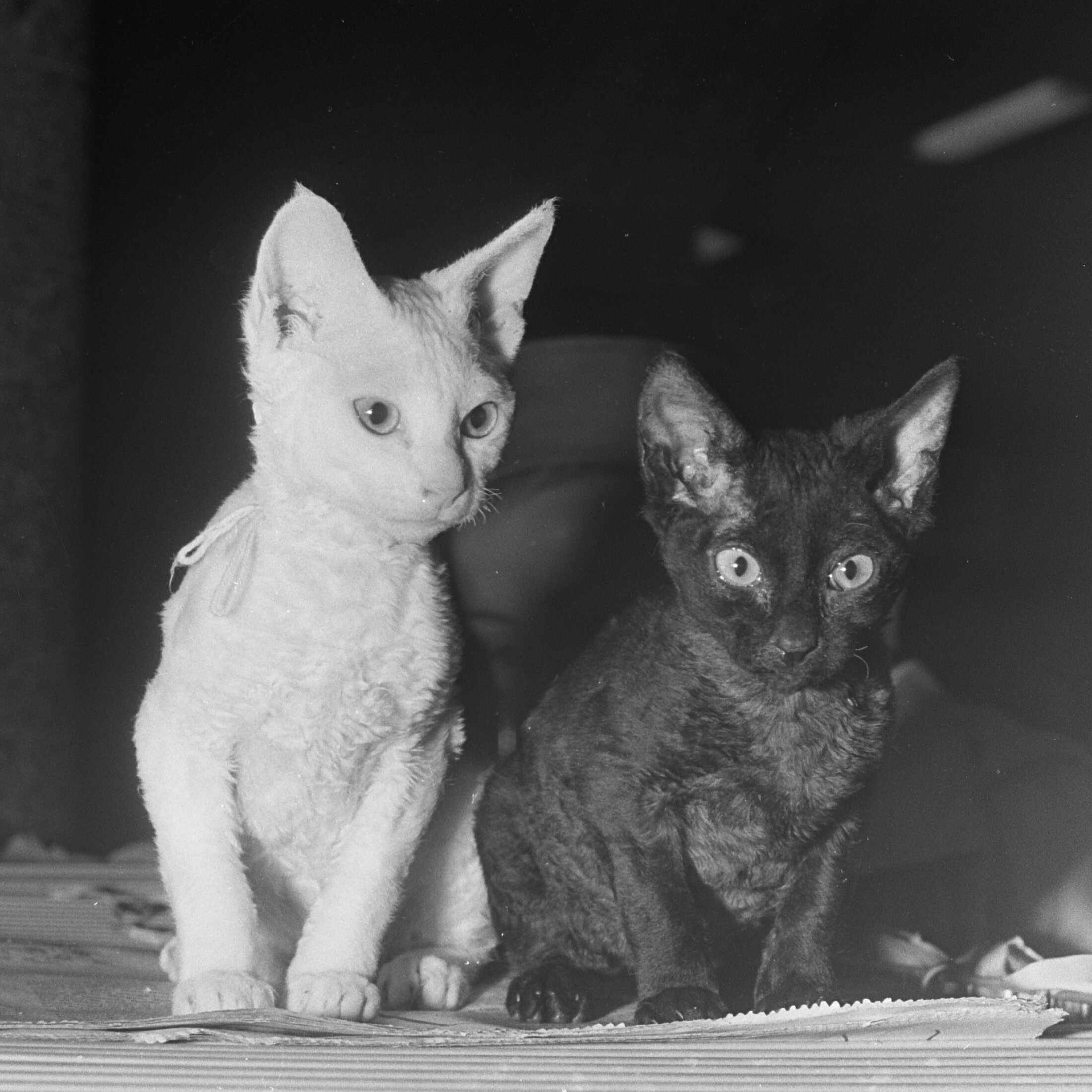
De eerste Cornish of/en Devon Rexkatten in Nederland meegebracht uit Denemarken naar een kattententoonstelling in Amsterdam (1967)

In 1967 kwamen de eerste Devon Rexen naar Nederland. Een Deense fokster bracht ze mee naar de internationale kattenshow -georganiseerd door Felikat- in het Beursgebouw in Amsterdam, waar een aantal van haar katten verkocht werden en in Nederland bleven. Onder deze katten waren ook Cornish Rexen en de meeste van deze katten waren van een gemengde Cornish Rex/Devon Rex afstamming. Een aantal van de Nederlanders die de katten hadden gekocht zijn ermee gaan fokken. Voor dit doel zijn in de daarop volgende jaren ook verschillende Devon Rexen uit Engeland geïmporteerd. In 1979 hebben een aantal fokkers de Rexkatten Club in Felikat opgericht, deze actieve groep van Rexen fokkers en liefhebbers hebben zich ingezet om het ras in Nederland op de kaart te zetten. Vanaf die tijd zijn de Devon Rexen in Nederland meer bekend geworden en kwamen er steeds meer liefhebbers en fokkers bij.

## Uiterlijk

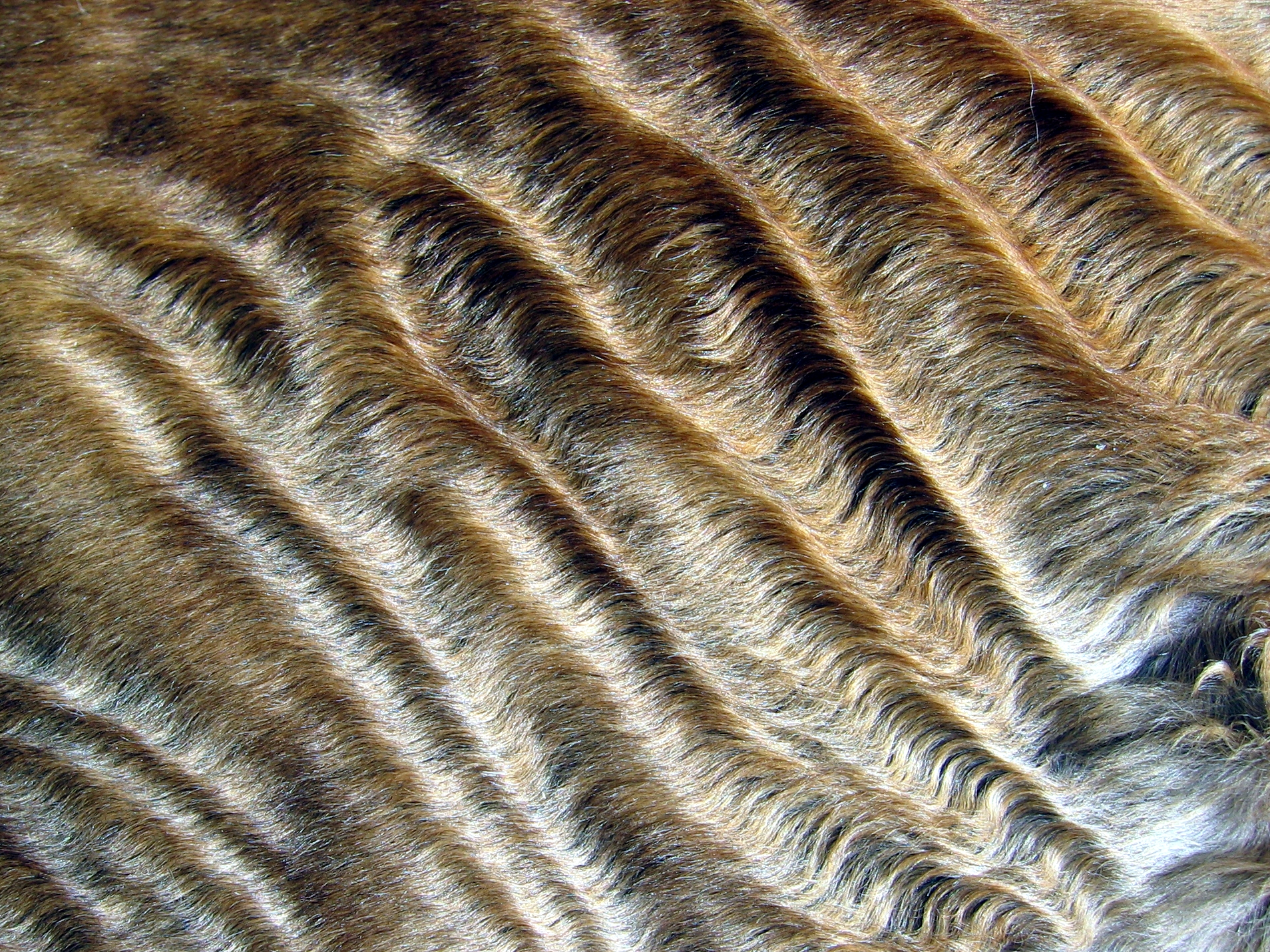
Vachtstructuur van de flanken van een Devon Rex kater

De vacht is zeer kort en gekruld of gegolfd, met vaak weinig beharing op de buik en hals. De gekrulde vacht is het gevolg van een recessief overervende vachtmutatie. Devon Rex katten hebben een slank en gespierd lichaam met een brede borst, lange slanke poten en een lange staart. Het kopje is breed en wigvormig met grote ovale ogen en grote laaggeplaatste oren, de hals is lang en slank. Alle vachtkleuren zijn toegestaan.

## Karakter
Devon rex katten zijn erg gericht op mensen en hebben dan ook veel aandacht nodig. Door deze sterke mensgerichtheid kunnen ze bijvoorbeeld gemakkelijker kunstjes leren (zoals apporteren van propjes) en hebben ze een intelligent voorkomen. Ze zijn erg speels en aanhankelijk en hebben een zachtaardig karakter. Devon rexen zijn door hun karakter geschikte gezinskatten en gaan goed om met andere katten, honden en kinderen.

## Gezondheid
Specifieke Devon Rex-gezondheidsproblemen kunnen zijn: malassezia dermatitis. Dit is een infectie van de huid, veroorzaakt door gist dat op elke katten- en hondenhuid voorkomt. Slechts in een enkel geval neemt dit een ernstige vorm aan die behandeld moet worden.
Ook kunnen sommige Devon Rexen kale of kalere plekken krijgen. Dit is vaak erfelijk bepaald en het vermijden van het verparen van kalere ouderdieren kan dit dan voorkomen. Overigens hoeft een kalere Devon Rex daar geen welzijnsvermindering door te ervaren. 
Er bestaat een erfelijke ziekte genaamd Congenital Myasthenic Syndrome (CMS) of Devon Rex myopathie, waarbij de nekspieren verlammen. In bijna alle gevallen is dit dodelijk. Echter, er bestaat een dna-test die dragers van deze ziekte kan opsporen. Na testen kunnen fokkers dus zo vermijden om ouderdieren die drager zijn met elkaar te verparen. Hierdoor kunnen hun kittens de ziekte niet krijgen.
Patella luxatie (slippende knieschijven) kan ook voorkomen, maar ook hier kunnen fokkers hun fokdieren op testen om daarna zoveel mogelijk P.L.-vrije kittens te fokken.
In tegenstelling tot wat (wetenschappelijk onbewezen) dierenrecht-voorvechters beweren, zijn de korte, gekrulde of afwezige snorharen geen belemmering in het functioneren en welbevinden van Devon Rex katten. De vele video’s op Youtube en/of van Devon Rex-eigenaren zullen dat duidelijk aantonen.
Voor het aanschaffen van een gezond kitten, blijft het vinden van een betrouwbare fokker dus altijd hoofdprioriteit. Zoals bekend kunnen raskattenverenigingen daarbij een ondersteunende taak vervullen.

## Galerij

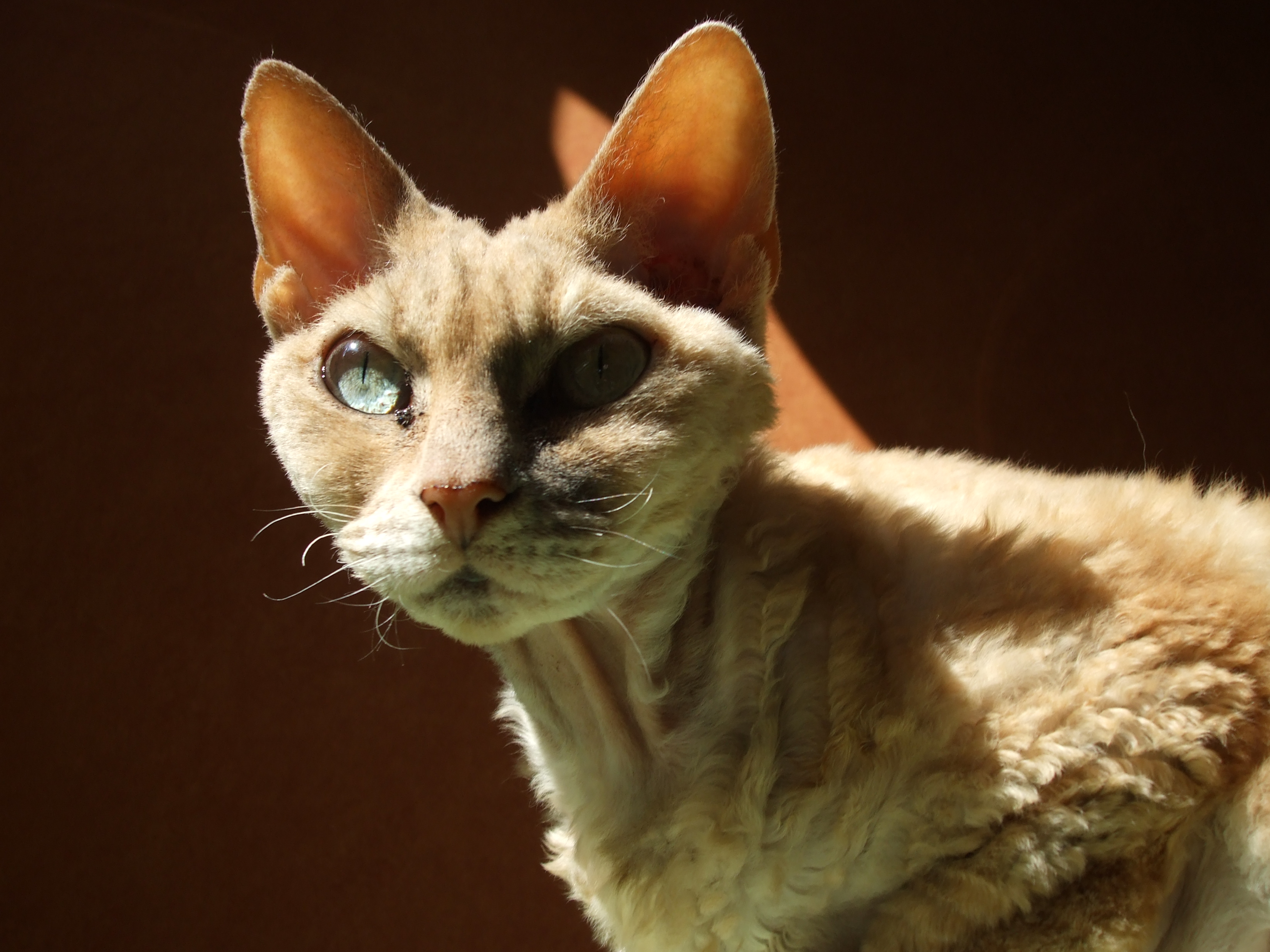
Rode cyper poes
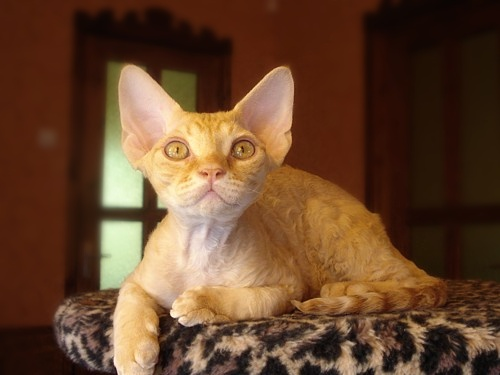
Rode cyper kater
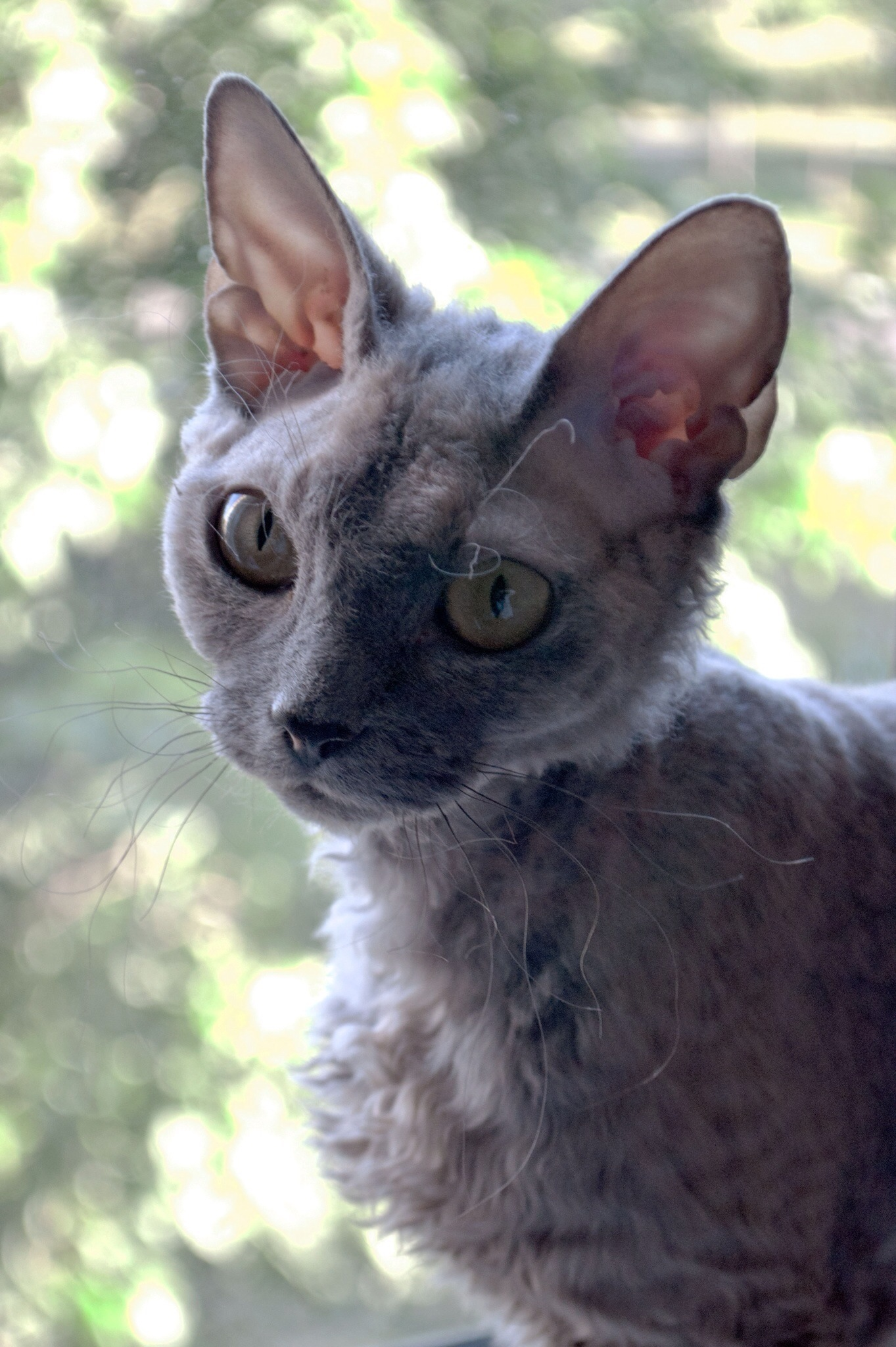
Portret poes
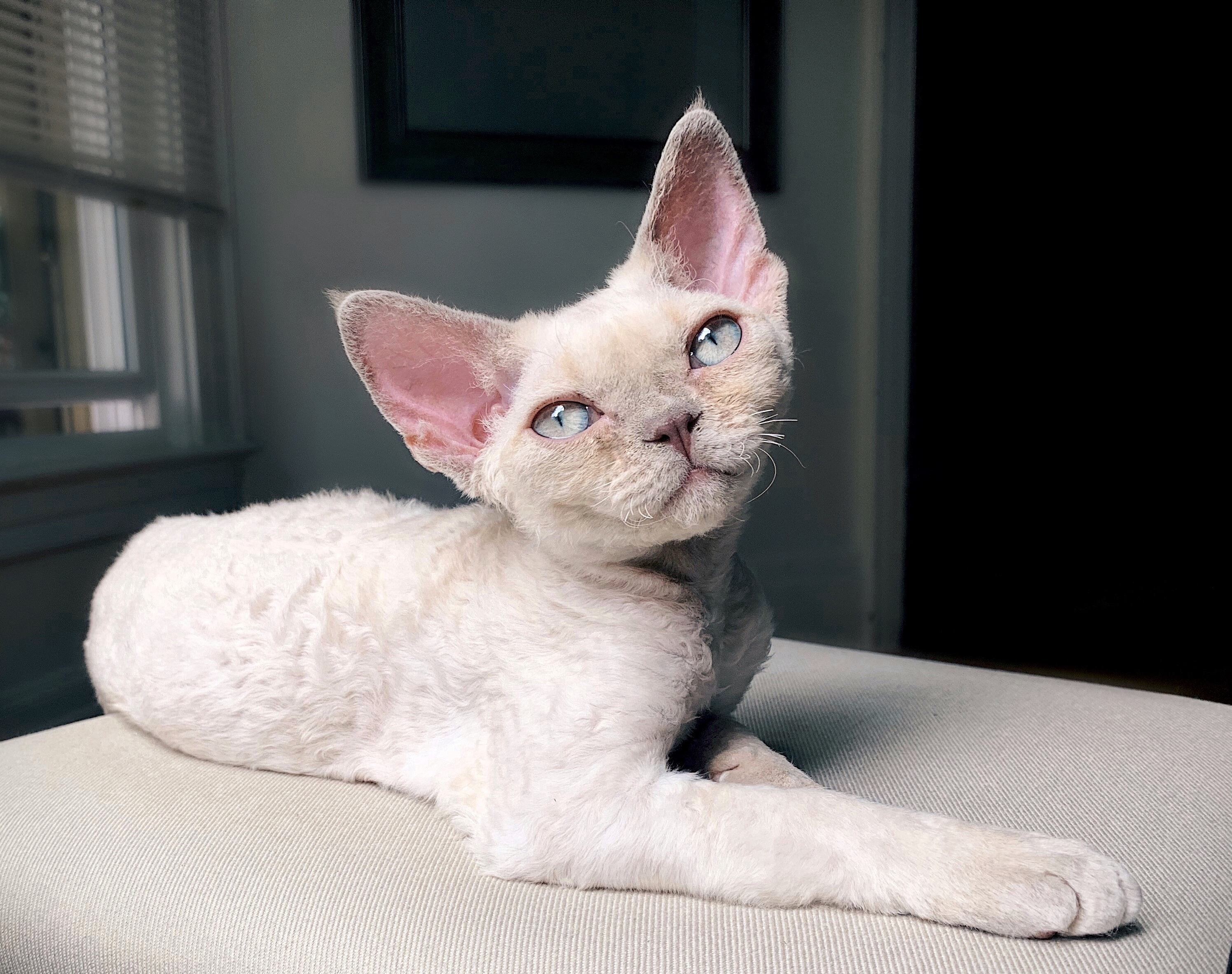
Lilac point katertje
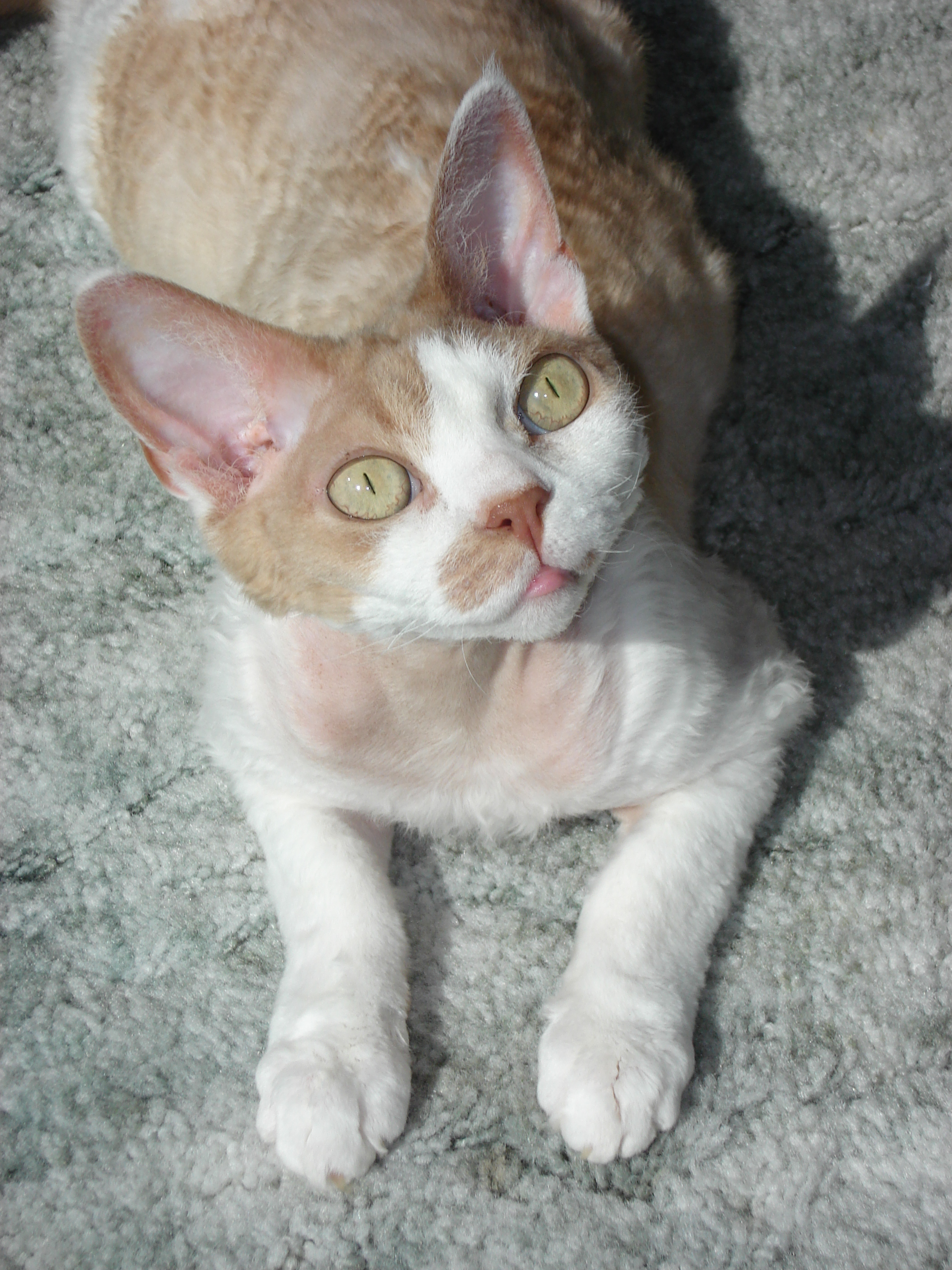
Crème en witte kater
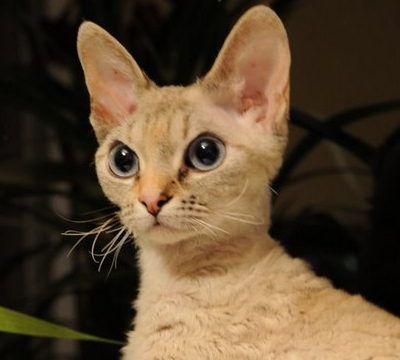
Portret poes
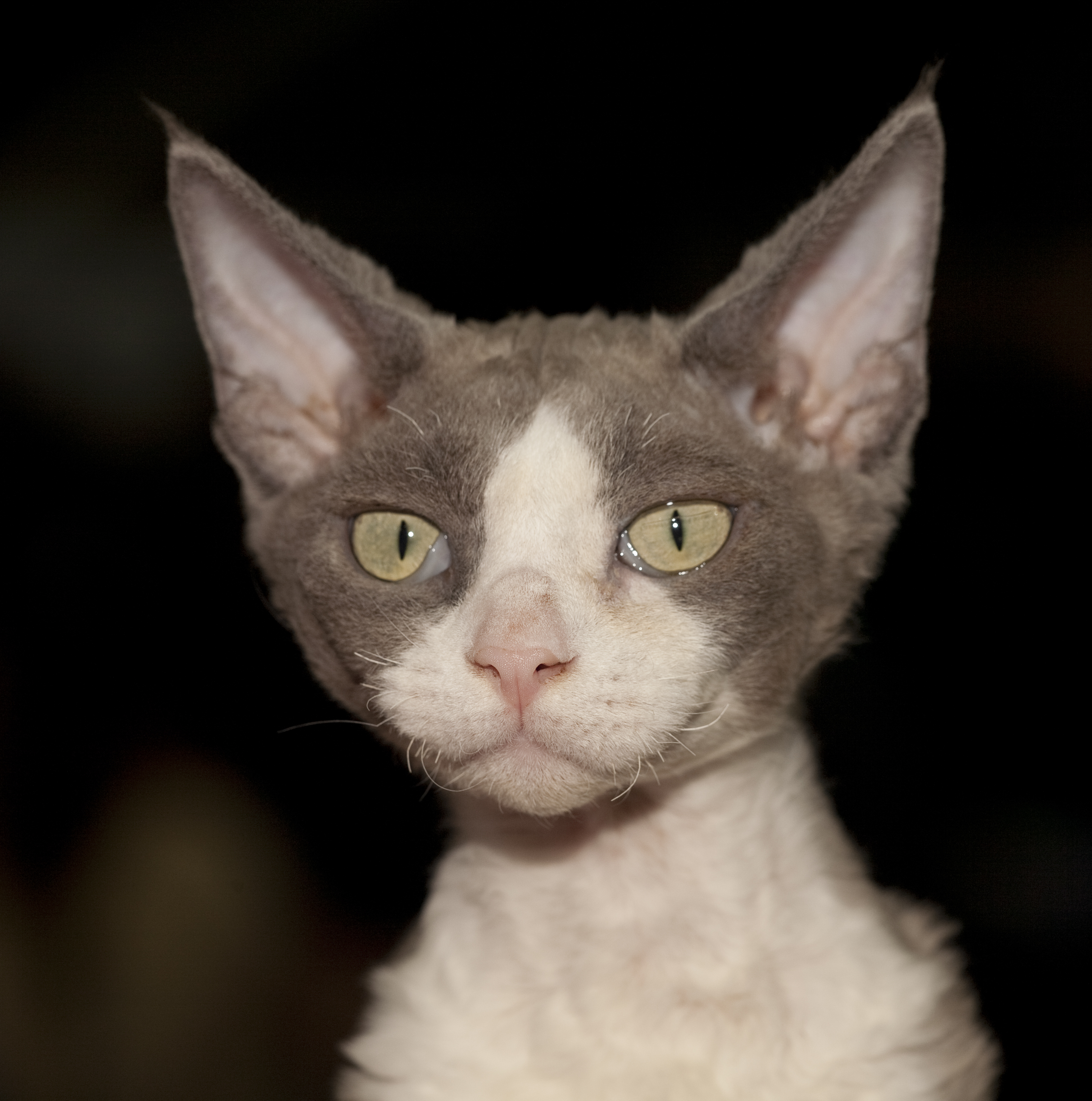
Close-up kop
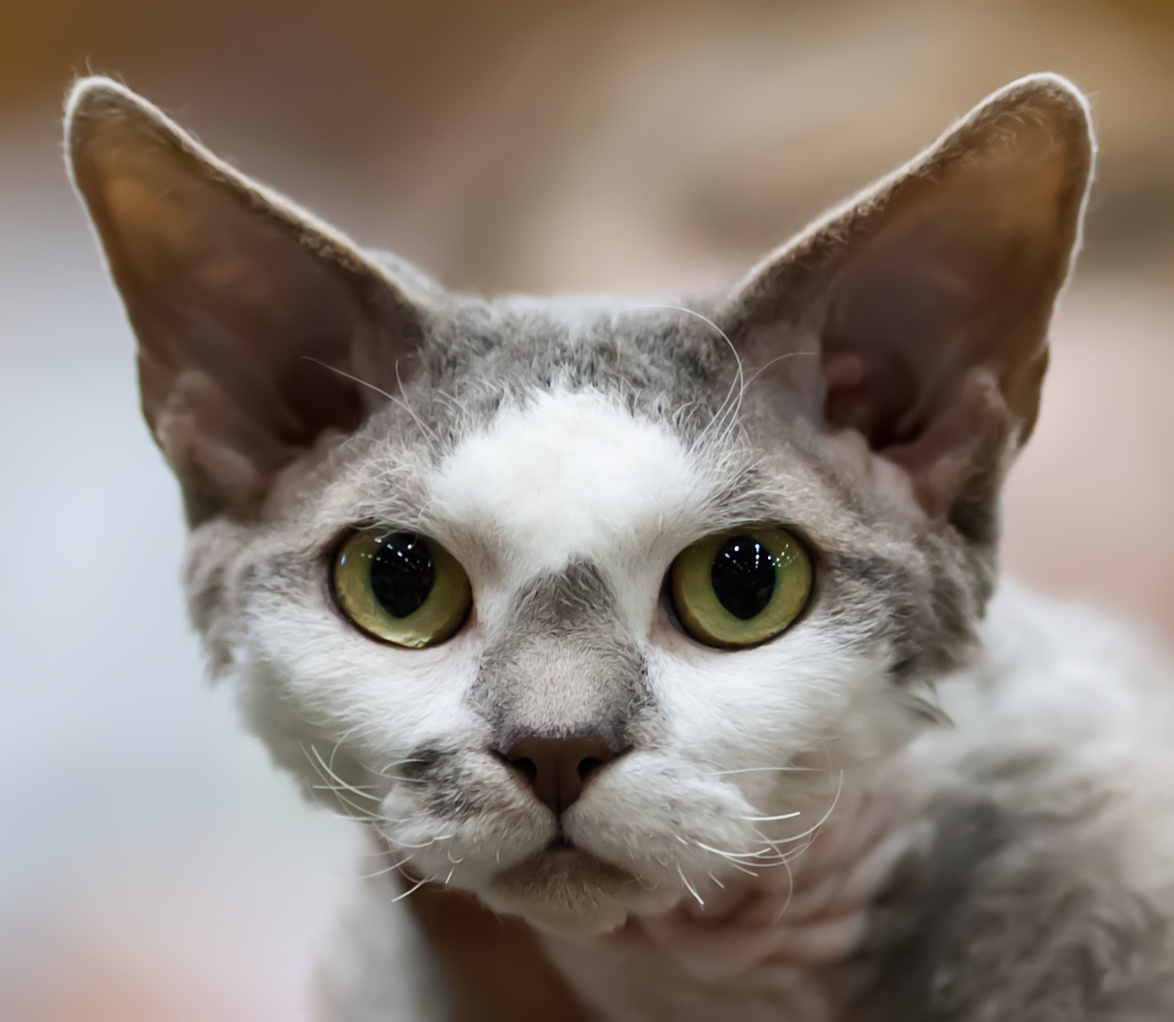
Close-up kop blauw en witte kater
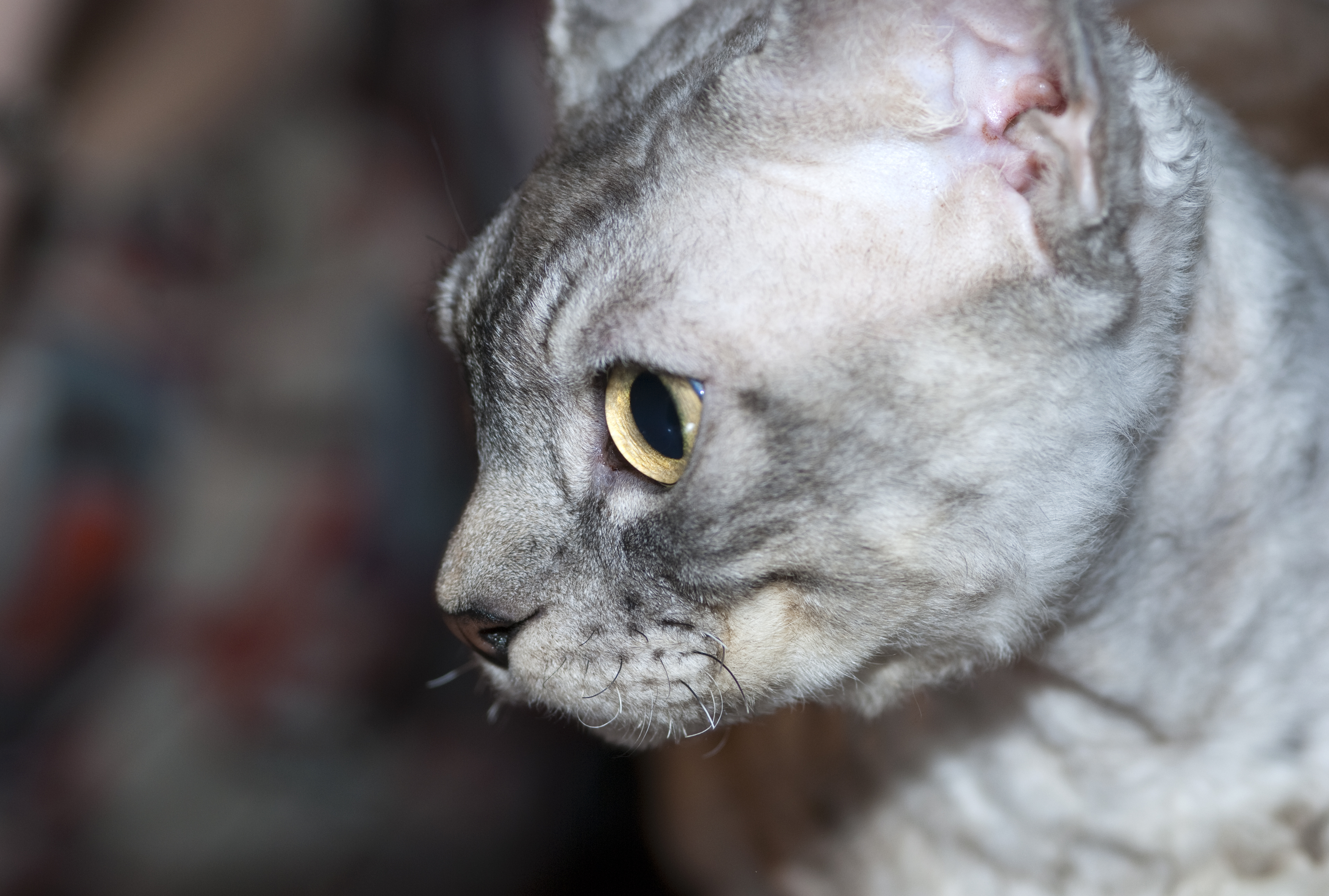
Zijaanzicht kop zwarte cyper point kater
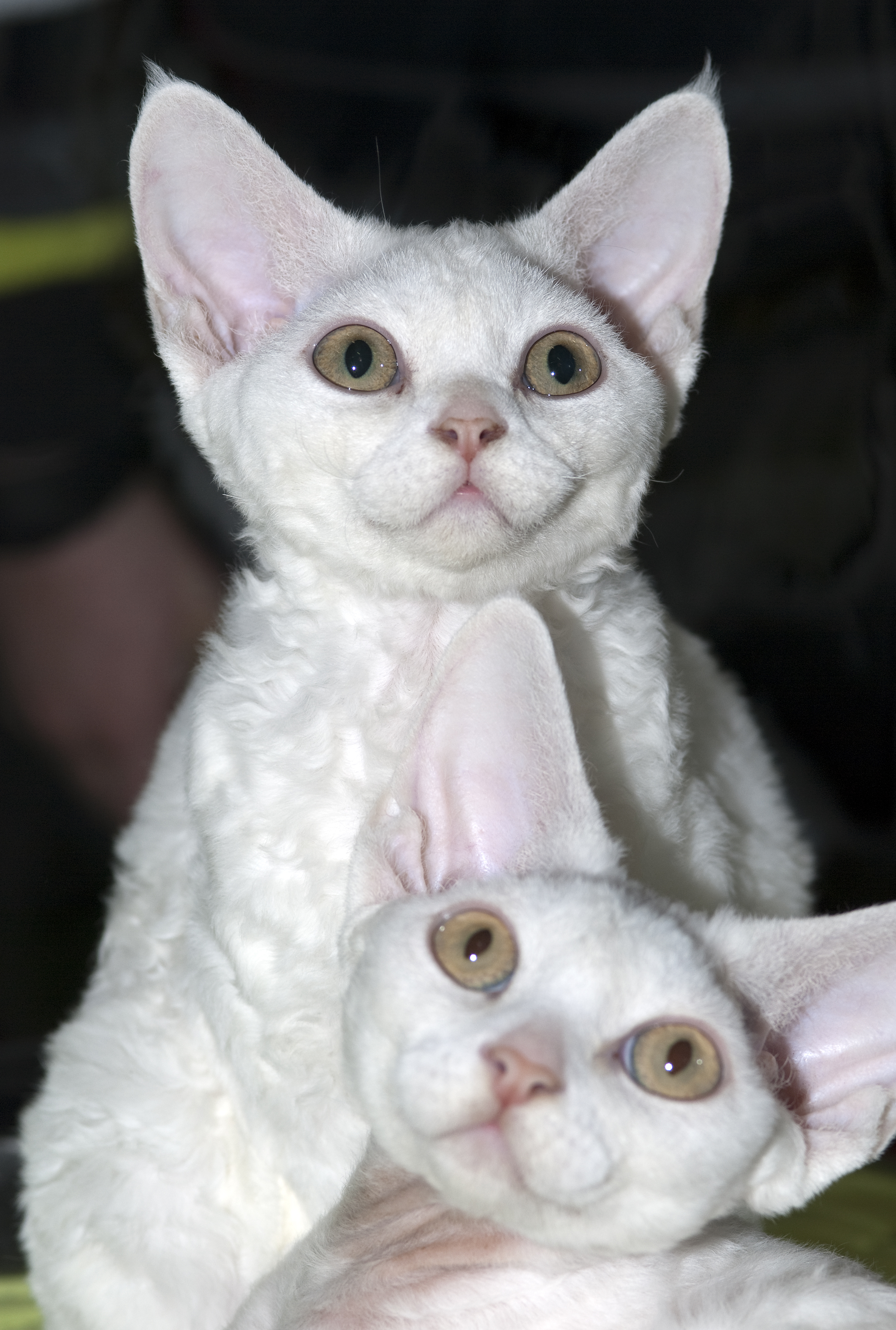
Twee witte katten
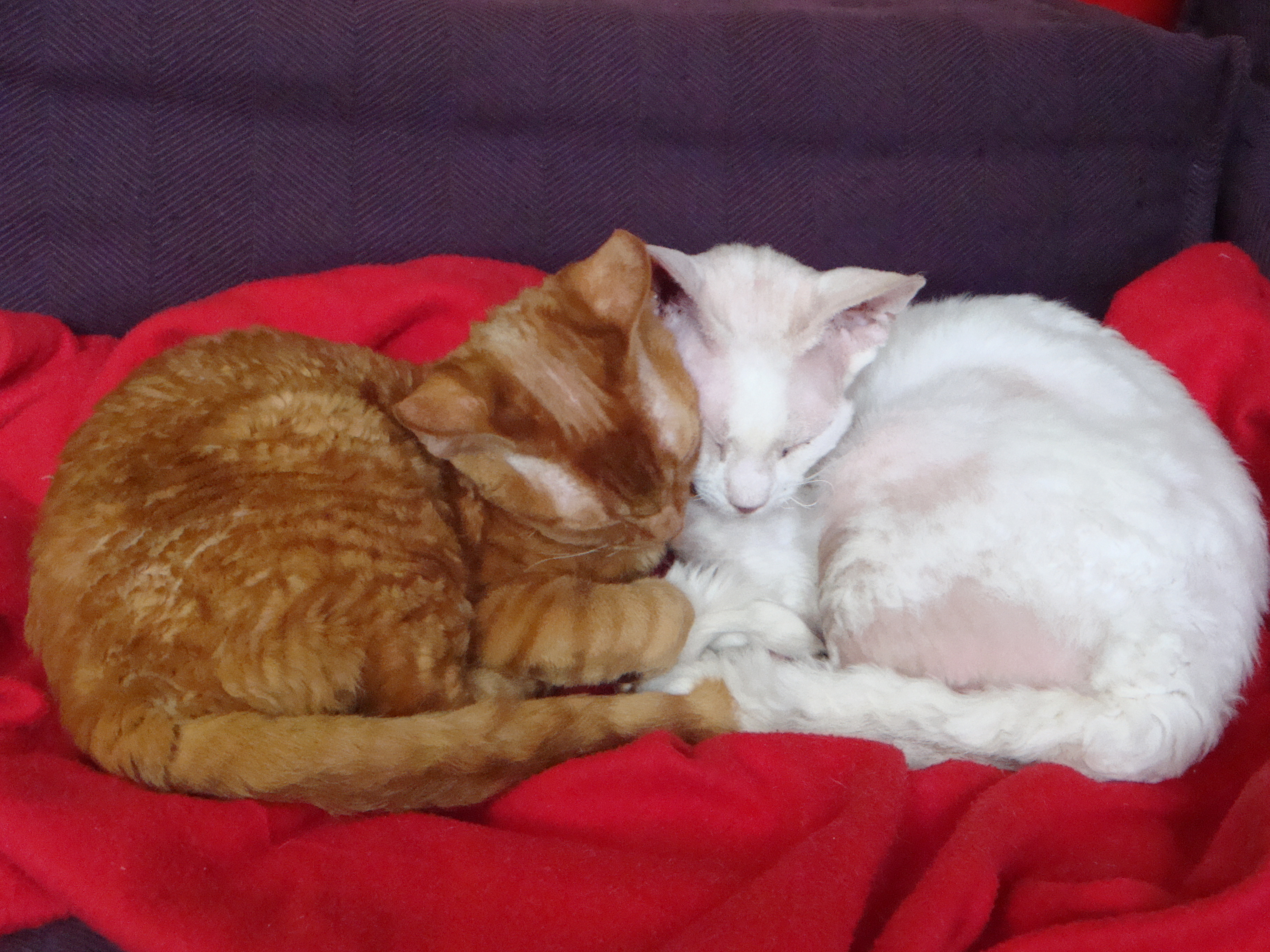
Rode cyper en witte poes en kater
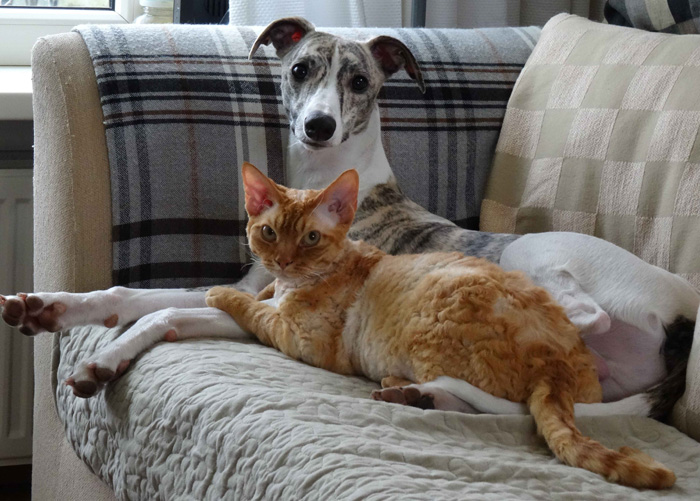
Rode cyperDevon Rex bevriend met een Whippet